# Radosław Lenarczyk
Radosław Lenarczyk – lekarz, specjalista w zakresie chorób wewnętrznych, kardiologii, elektrofizjolog kliniczny, nauczyciel akademicki, naukowiec, profesor nauk medycznych i nauk o zdrowiu.

## Życiorys
Absolwent Wydziału Lekarskiego w Zabrzu Śląskiej Akademii Medycznej (obecnie Śląski Uniwersytet Medyczny w Katowicach), który ukończył w roku 1997. W 2004 roku obronił rozprawę doktorską (na podstawie pracy „Analiza przyczyn występowania migotania przedsionków u chorych z nawrotnym częstoskurczem przedsionkowo-komorowym węzłowym”; promotor: dr hab. n. med. Zbigniew Kalarus). Stopień doktora habilitowanego uzyskał w 2012 roku (monografia habilitacyjna zatytułowana „Wartość trójpunktowej terapii resynchronizującej w leczeniu chorych z niewydolnością serca, dyssynchronią elektryczną i mechaniczną oraz rytmem zatokowym”). Tytuł profesora nauk medycznych i nauk o zdrowiu nadany przez Prezydenta RP w 2019 roku.
Lekarz specjalista w zakresie chorób wewnętrznych (tytuł specjalisty uzyskany w 2005 roku), oraz kardiologii (tytuł specjalisty uzyskany w 2008 roku).
Członek Europejskiego Towarzystwa Kardiologicznego (ESC), Europejskiej Asocjacji Rytmu Serca (EHRA). W latach 2015–2018 członek Komitetu Inicjatyw Naukowych Europejskiej Asocjacji Rytmu Serca (EHRA), w latach 2018-2020 wiceprzewodniczący tej struktury. Od 2021 członek Komitetu Dokumentów Naukowych EHRA.

## Działalność naukowa
Badania w dziedzinie kardiologii, głównie w obszarze  elektrofizjologii klinicznej: rozpoznawanie i leczenie inwazyjne (ablacja) zaburzeń rytmu serca, migotanie przedsionków, stymulacja serca, stymulacja resynchronizująca, prewencja nagłego zgonu sercowego.
Członek międzynarodowych zespołów eksperckich ESC i EHRA, opracowujących wytyczne oraz inne dokumenty eksperckie
Członek Komitetu Wykonawczego Międzynarodowego Rejestru Migotania Przedsionków EORP AF III. Koordynator krajowy międzynarodowego projektu, finansowanego przez grant w ramach programu ramowego HORYZONT 2020: PROFID - Implementacja Spersonalizowanej Oceny Ryzyka w Celu Prewencji Nagłego Zgonu Po Zawale Serca (Implementation of personalised risk prediction and prevention of sudden cardiac death after myocardial infarction).
Recenzent w czasopismach z Listy Filadelfijskiej, m.in. EP Europace, Biology, Pathogens, Kardiologia Polska, ESC Heart Failure, Polish Journal of Radiology, PACE, International Journal of Cardiology, Heart and Vessels.